# العظيم (العراق)
مدينة العُظيم هي مدينة عراقية تقع في محافظة ديالى، شمال بغداد وبمسافة حوالي 120 كم وتكمن أهميتها في طريقها الاستراتيجي الذي يربط مدينة كركوك بالعاصمة بغداد، ويسكنها حوالي 100.000 مائة الف نسمة ومعظم سكانها من العرب وهم من عشائر العزة والعبيد.
سميت بمدينة العُظيم نسبة إلى نهر العظيم وهو رابع روافد نهر دجلة كما تم إنشاء سد ضخم فيها وسُمّيَ سد العظيم.